# Sân bay Toyama
Sân bay Toyama (富山空港 Toyama Kūkō) (IATA: TOY, ICAO: RJNT) là một sân bay ở thành phố Toyama, tỉnh Toyama, Nhật Bản, cách trung tâm thành phố khoảng 20 phút ô tô.

## Các hãng hàng không và các tuyến điểm
Hiện có các hãng hàng không sau đang hoạt động tại sân bay này:

### Nhà ga nội địa
- All Nippon Airways (Sapporo-Chitose, Tokyo-Haneda)

### Nhà ga quốc tế
- Asiana Airlines (Seoul-Incheon)
- Shanghai Airlines (Thượng Hải-Pudong)
- China Southern Airlines (Đại Liên)
- Vladivostok Avia (Vladivostok)